# Újszász
Újszász  este un oraș în districtul Szolnok, județul Jász-Nagykun-Szolnok, Ungaria, având o populație de 6.420 de locuitori (2011). 

## Demografie
Componența etnică a orașului Újszász
     Maghiari (93,94%)
     Romi (4,89%)
     Necunoscut (0,23%)
     Alții (0,95%)
Componența confesională a orașului Újszász
     Romano-catolici (45,75%)
     Fără religie (14,24%)
     Reformați (4,97%)
     Necunoscută (33,68%)
     Alte religii (2,2%)
Conform recensământului din 2011, orașul Újszász avea 6.420 de locuitori. Din punct de vedere etnic, majoritatea locuitorilor (93,94%) erau maghiari, cu o minoritate de romi (4,89%). Apartenența etnică nu este cunoscută în cazul a 0,23% din locuitori. Nu există o religie majoritară, locuitorii fiind romano-catolici (45,75%), persoane fără religie (14,24%) și reformați (4,97%). Pentru 33,68% din locuitori nu este cunoscută apartenența confesională.